# Philippe-Henri Berger
Pour les articles homonymes, voir Berger (homonymie).
Philippe-Henri Berger (né le 25 mars 1883 à Boudry et décédé le 30 janvier 1940 à Boudevilliers, réformé, originaire d'Oberthal et Fontainemelon) était un homme politique suisse (Parti socialiste PSS).

## Biographie
Philippe-Henri Berger est né le 25 mars 1883 à Boudry en tant que fils du journalier Charles Justin Berger. Après avoir fréquenté l'école primaire de Boudry, Berger termine un apprentissage de mécanicien en 1900. Par la suite, il travaille comme ouvrier dans la manufacture horlogère Fontainemelon jusqu'en 1905, puis comme mécanicien à La Chaux-de-Fonds, avant de devenir propriétaire d'un atelier mécanique à Fontainemelon en 1913.
Philippe-Henri Berger était marié à Anna Marguerite née Staehli. Il est décédé le 30 janvier 1940 à Boudevilliers, quelques mois avant son 57e anniversaire.

## Carrière politique
Membre du Parti socialiste suisse, Philippe-Henri Berger fut membre du Conseil général de Fontainemelon de 1918 à 1933. Il a ensuite été secrétaire du conseil municipal de Fontainemelon jusqu'en 1940. De plus, il représenta son parti au niveau cantonal de 1925 à 1933 au Grand Conseil de Neuchâtel. En outre, Berger a siégé au Conseil national de 1919 à 1925 et de 1927 à 1928 au niveau fédéral. Il était également membre du conseil d'administration de la coopérative des consommateurs Fontainemelon.